# Месје 17
Месје 17 (М17, маглина Омега, маглина Лабуд) је расејано јато са емисионом маглином у сазвежђу Стрелац која се налази у Месјеовом каталогу објеката дубоког неба.
Деклинација објекта је - 16° 10' 18" а ректасцензија 18h 20m 47,0s. Привидна величина (магнитуда) објекта М17 износи 14,6 а фотографска магнитуда 6,0. М17 је још познат и под ознакама NGC 6618, OCL 44, LBN 60, Sh2-45.